# Panzerina
Panzerina, biljni rod iz porodice usnatica , smješten u tribus Leonureae, dio potporodice Lamioideae. Pripadaju mu dvije vrsta azijskih trajnica iz  južnog Sibira, Mongolije i Kine.

## Opis
Višegodišnje zeljasto bilje. Stabljike pojedinačne ili brojne. Listovi na dugim peteljkama, dlanasto režnjeviti. Verticillasteri aksilarni, mnogocvjetni, u klasovima; brakteole bodljikave, raširene ili uspravne, kraće od cjevčice čaške. Cvjetovi sjedeći. Čaška cjevasto zvonasta, uočljivo 5-žilna; zubaca 5, široko trokutastih, vrh trnast, 2 prednja zupca ± duža od 3 stražnjih. Vjenčić bijel do žuto-bijel, 2-4 cm, 2 usne; cijev ca. duga kao čaška cijevi, bez dlakavog prstena iznutra; gornja usna ravna; donja usna ravna, 3 režnja; srednji režanj srcast, rub membranozan. Prašnika 4, paralelna, prednja 2 malo duža; prašnici jajoliki, stanica 2, poprečno odvojene, paralelne. Stil nitast (filiforman), malo izbočen ili dugačak kao prašnici, vrh jednako 2-rascjepljen. Oraščići trostruki, jajoliki, vrh zaobljen. 

## Vrste
1. Panzerina canescens (Bunge) Soják
2. Panzerina lanata (L.) Soják

## Sinonimi
- Leonuroides Rauschert; Taxon 31(3): 559 (1982), as ´nom. nov.´, but nom. illeg.
- Panzeria Moench; (1794) non Panzere Cothenius (1790)